# Over Silton
Over Silton – wieś w Anglii, w hrabstwie North Yorkshire, w dystrykcie (unitary authority) North Yorkshire. Leży 45 km na północ od miasta York i 324 km na północ od Londynu.